# Напреље
Напреље је насељено мјесто у Босни и Херцеговини у општини Сански Мост које административно припада Федерацији Босне и Херцеговине. Према попису становништва из 1991. у насељу је живјело 822 становника.

## Становништво
| Националност       | 1991.        | 1981.        | 1971.        |
| Муслимани          | 764 (92,94%) | 756 (90,64%) | 772 (91,36%) |
| Срби               | 47 (5,71%)   | 64 (7,67%)   | 72 (8,52%)   |
| Хрвати             | 0            | 1 (0,11%)    | 0            |
| Југословени        | 2 (0,24%)    | 7 (0,83%)    | 0            |
| остали и непознато | 9 (1,09%)    | 6 (0,71%)    | 1 (0,11%)    |
| Укупно             | 822          | 834          | 845          |